# Genay (Côte-d’Or)
Genay ist eine französische Gemeinde mit 382 Einwohnern (Stand: 1. Januar 2022) im Département Côte-d’Or in der Region Bourgogne-Franche-Comté. Sie gehört zum Kanton Semur-en-Auxois und zum Arrondissement Montbard.
Nachbargemeinden sind Villaines-les-Prévôtes im Norden, Millery im Osten, Vic-de-Chassenay im Südosten, Torcy-et-Pouligny im Süden und Jeux-lès-Bard im Westen. 

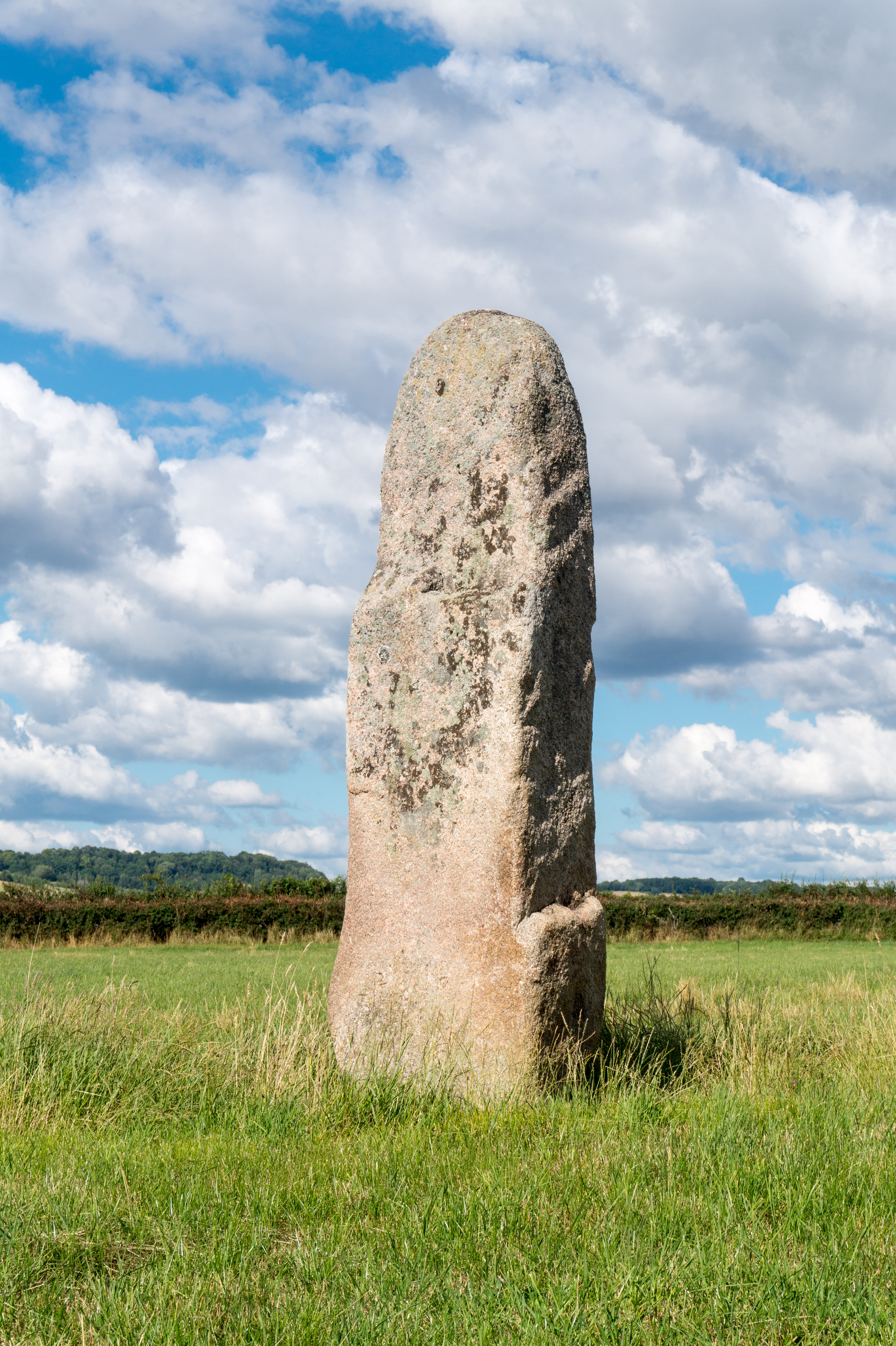
Menhir Sainte Christine

## Bevölkerungsentwicklung
| Jahr                       | 1962 | 1968 | 1975 | 1982 | 1990 | 1999 | 2008 | 2015 |
| -------------------------- | ---- | ---- | ---- | ---- | ---- | ---- | ---- | ---- |
| Einwohner                  | 278  | 294  | 279  | 294  | 308  | 339  | 336  | 374  |
| Quellen: Cassini und INSEE |      |      |      |      |      |      |      |      |